# منطقه بن پونگ
منطقه بن پونگ (به لاتین: Ban Pong District) یک منطقهٔ مسکونی در تایلند است که در استان راتچابوری واقع شده‌است. منطقه بن پونگ ۳۶۶٫۶ کیلومتر مربع مساحت و ۱۷۲٬۷۵۲ نفر جمعیت دارد.